# Görgényi-havasok
A Görgényi-havasok (románul Munții Gurghiu) a Keleti-Kárpátokhoz tartozó hegység Romániában, Erdélyben, Hargita megye és Maros megye határán. Határai északon a Maros völgye, keleten a Gyergyói-medence, délen a Hargita, délnyugaton a Sóvidéki-dombság.

## Földrajza

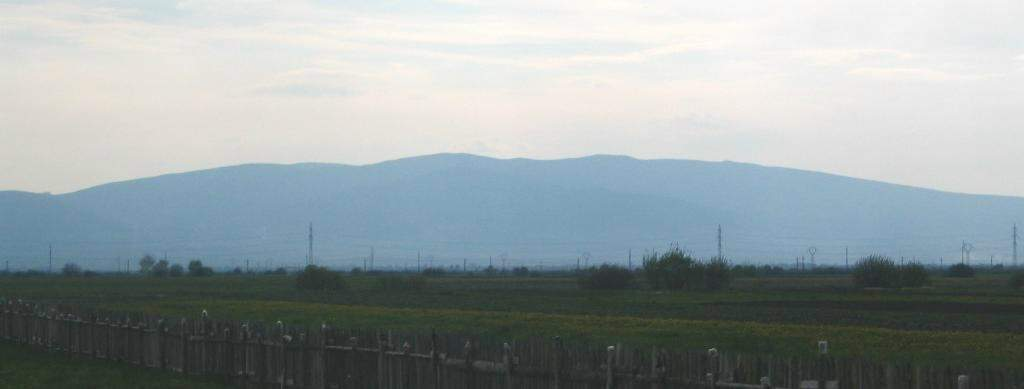
A Görgényi-havasok legmagasabb része, a Mezőhavas

A Görgényi-havasok a Keleti-Kárpátok belső, vulkáni vonulatának része. A hegyvonulat három részre oszlik: Északi-Görgény a Maros völgyétől a Görgény-patak völgyéig, Központi-Görgény a Görgény-patak völgyétől a Nagy-Borzont és a Kiság patakok völgyéig,  Déli-Görgény a Nagy-Borzont völgyétől a Libán-hágóig (1000 m).
Az Északi-Görgény központi része a Fancsal vulkáni maradvány, melynek legmagasabb hegyei a Fancsal-tető (1682 m), az Öreg-tető (1633 m) és a Kereszt-hegy (1515 m). A központi részből észak és nyugat felé kisebb gerincek indulnak ki.
A Központi-Görgényt egyetlen nagy lepusztult rétegvulkán, a Mezőhavas alkotja. Itt találhatók a Görgényi-havasok legmagasabb hegyei: Mező-havas (1777 m), Kis-Mező-havas (1733 m), Tatár-kő (1689 m). A vulkáni kráter maradványától délre található a Bucsin-tető (1273 m), ahol áthalad a Gyergyói-medencét és a Kis-Küküllő völgyét összekötő út. A Központi-Görgényből ered a Kis-Küküllő két forráspataka, a Nagyág és a Kiság.
A Déli-Görgényt két vulkáni építmény alkotja, a Somlyó (1576 m) és a Dél-hegy (1694 m). A Nagy-Somlyó déli oldalából ered a Nagy-Küküllő.

## További információk

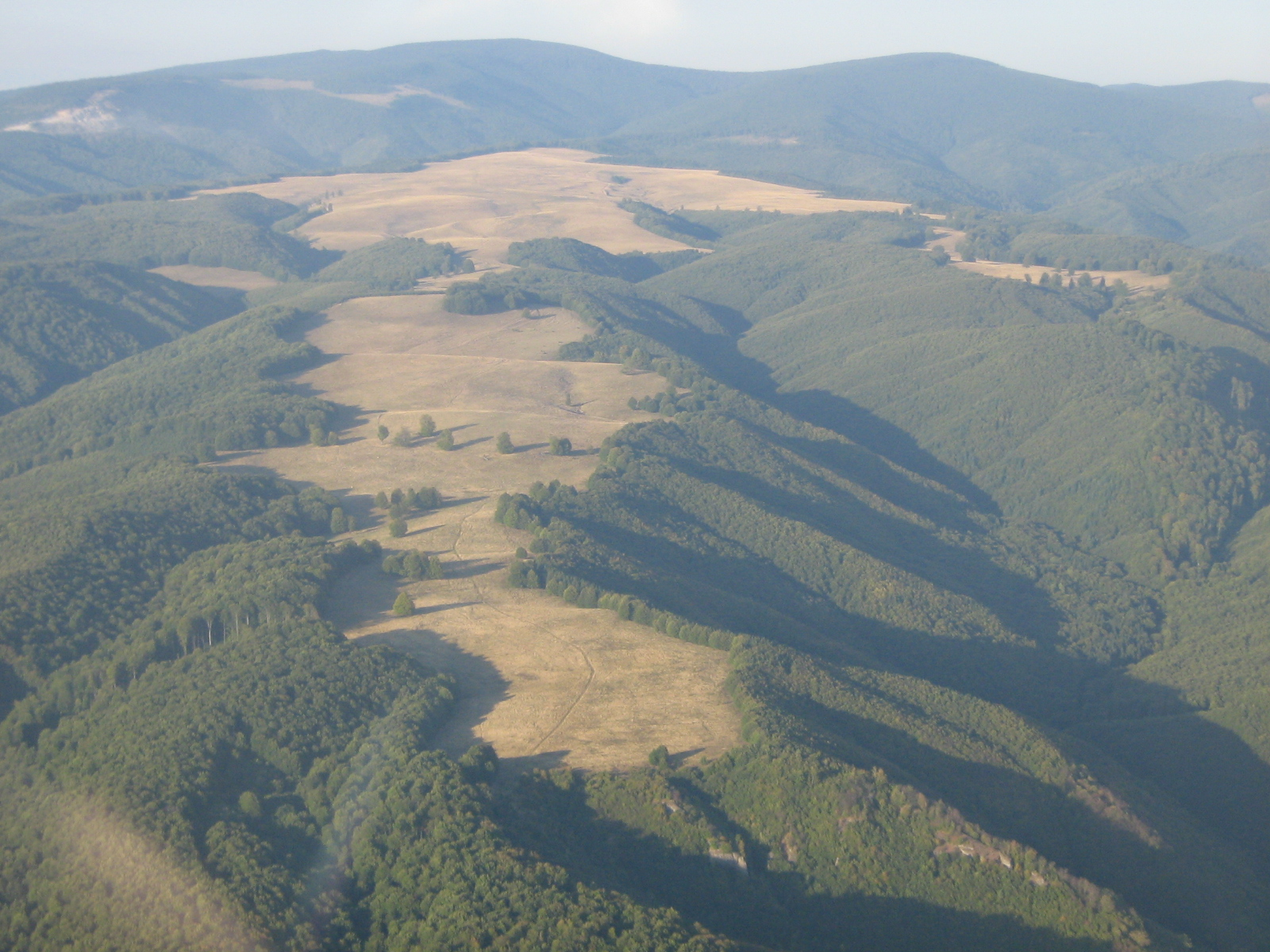
Sípálya a Répás-tetőnél, Szovátától északkeletre egy légifelvételen